# 丸山忠久
丸山 忠久（まるやま ただひさ、1970年9月5日 - ）は、将棋棋士、九段。実力制11人目の名人。佐瀬勇次名誉九段門下。棋士番号は194。千葉県木更津市出身。いわゆる「羽生世代」の一人。

## 棋歴

### プロ入りと学業
1983年に奨励会の入会試験に挑戦するが不合格。同年12月に新たに発足した第1期研修会にB2クラスで入会。
1984年、第9回中学生名人戦で優勝するも、研修会ではB1クラスで足踏みしてしまい奨励会への編入とはならず（研修会Aクラス昇級で奨励会6級に編入可）、この年の奨励会入会試験を再び受験するがまたも不合格となる。翌1985年に研修会Aクラスに昇級したことで奨励会6級への編入を果たした。
1986年、志学館高等学校（現:志学館高等部）に入学。高校3年の11月に奨励会三段への昇段を決め、翌春開始の次期三段リーグへの初参加を決める。
1989年春、高校卒業。早稲田大学社会科学部に一芸推薦の制度で入学。大学生活開始と同時に、三段リーグでの初の戦いが始まることとなった。
2期目の三段リーグ（1989年度後期）を14勝4敗の成績で1位とし、大学2年になるのと同時に1990年4月1日付けで四段昇段した（プロ入り）。
多忙の中、高校も大学も留年無しで卒業している。

### プロ入り後
プロデビュー後は初年度である1990 - 1991年度から活躍。第4期竜王戦では6組ランキング戦を優勝し、本戦でも5組優勝者の畠山鎮に勝利。第32期王位戦では4連勝でリーグ入りするも、紅組で大島映二に勝利したのみで1勝4敗で陥落。第41回NHK杯戦では予選を突破して本戦準決勝まで勝ち進み、第40期王座戦でも本戦入りを果たした。そして第50期順位戦C級2組では9勝1敗の成績を収め、C級1組への昇級となった。
1992 - 1993年度の第14回オールスター勝ち抜き戦で6連勝。5勝以上は優勝扱いであり、これが棋戦初優勝。同棋戦とは相性が良く、第15回、20回、21回でも5連勝以上を達成している（第15回では11連勝）。第5期竜王戦では昇級者決定戦を勝ち上がり、4組へ昇級。第52期順位戦C級1組では9勝1敗の成績を収めるも、昇級争いのライバルかつ順位が丸山の一つ上である有森浩三に1敗していた事が大きく響き、順位一枚の差で昇級を逃した（丸山は11位、有森は10位）。
1994年、順位戦C級1組在籍時の6月23日から10月7日にかけて、公式戦24連勝を記録、2017年に藤井聡太に抜かれるまでは歴代2位の記録で且つ平成以降としては最長記録だった。その連勝記録の中には当時の名人・五冠王の羽生善治とA級棋士5名（加藤一二三、谷川浩司、高橋道雄、南芳一、米長邦雄）を負かしている。また、当期は第52期順位戦C級1組にて再び9勝1敗の成績を収め、2位でB級2組へ昇級となった。他には第13回早指し新鋭戦にて決勝に進出するも、畠山成幸に敗れて準優勝に終わった（本棋戦では次の第14回でも決勝で敗退し、準優勝となっている）。
1994、1995年の新人王戦で2連覇。決勝の相手はそれぞれ郷田真隆、深浦康市。第8期竜王戦では4組ランキング戦を準優勝して3組へ昇級。第45期王将戦では初の王将リーグ入りを果たすも、中原誠相手に1勝したのみで陥落。しかし、この1勝によって中原は挑戦者決定プレーオフへの進出を逃すことになった。
1996年度は第55期順位戦B級2組にて9勝1敗の成績を収め、B級1組への昇級を決めた。第9期竜王戦では3組ランキング戦を優勝し、2組へ昇級。第37期王位戦では3回目の王位リーグを果たすと、紅組を4勝1敗の成績で終えて初の組優勝を決めたが、挑戦者決定戦にて深浦康市に敗れた。第46期王将戦では王将リーグに復帰すると、4勝2敗で初残留に成功した。
1997年度は第56期順位戦で史上初のB級1組12戦全勝（A級初昇級）。その第2戦は、病苦に耐える村山聖（丸山とともにA級昇級した後に死去）との深夜に及ぶ173手の激闘として知られる。第23期棋王戦では準決勝まで勝ち進むがそこから2連敗して、挑戦とはならなかった。
1998年度、A級初参戦となった第57期順位戦では6勝2敗の好成績を収めるも、プレーオフ出場にあと1勝が足りない結果となった。第11期竜王戦では2組ランキング戦を優勝し、遂に1組へ昇級した。第48期王将戦では4勝2敗の成績を収めるも、やはりプレーオフまで1勝が足りない結果になった。第17回全日本プロトーナメントでは、1999年4月に行われた決勝五番勝負で森内俊之を3-0で下し、全棋士参加棋戦での初優勝を達成した。
1999年度、第12期竜王戦では本戦を突破して挑戦者決定戦に進出するも、鈴木大介を相手に1-2で敗退。第47期王座戦で羽生善治王座への挑戦権を得、タイトル戦初登場となったが五番勝負は1-3で敗退した。同じく1999年、JT将棋日本シリーズで優勝（この棋戦では2001年も優勝）。そして第58期順位戦ではA級リーグを8勝1敗という圧倒的な成績で優勝し、名人への挑戦が決まった。
第58期（2000年度）名人戦で佐藤康光を4-3で破り、初タイトルの名人位に就く（2000年6月28日、同日付で規定により九段昇段。五段から九段まで全て順位戦の昇級で昇段したのは谷川浩司に続き史上2人目。）。当時、丸山は、先手ならば角換わり戦法、後手ならば横歩取り△8五飛車戦法で、無敵とも言える強さを誇っていた。ところが佐藤は全局で、敢えて、その丸山の得意戦法に誘導した。よって、戦形が2種類しか現れず、名人が挑戦者の得意戦法を試すという珍しいシリーズになった。その他、第50期王将戦では王将リーグを3勝3敗で終えるも5位で陥落し、第46期から続いてた同棋戦のリーグ残留が途絶えた。
第59期（2001年度）名人戦で谷川浩司の挑戦を4-3で退け、初防衛。第49期王座戦では再び挑戦者決定戦まで勝ち進むが、久保利明を相手に敗戦。
2000、2001年度の早指し将棋選手権戦は名人の肩書きを持っての出場であったが、2連覇。決勝の相手は、それぞれ羽生善治、屋敷伸之。
第60期（2002年度）名人戦で、0-4で森内俊之に敗れ失冠するが、同年度の第28期棋王戦で羽生善治に挑戦し、3-2で奪取。羽生の棋王連覇を12で止めたことが評価され、将棋大賞の殊勲賞を受賞。その他、第73期棋聖戦でも決勝トーナメントを勝ち進むが、挑戦者決定戦にて佐藤康光を相手に敗退。
2003年、第74期棋聖戦で佐藤康光に挑戦するが、0-3で奪取ならず。第29期棋王戦では谷川浩司を相手に1-3で失冠し、再び無冠となった。
2004年度、第54期王将戦にて王将リーグに復帰。3勝3敗で終えたが、二次予選から勝ち上がっていた郷田真隆、阿久津主税も同じ成績だったため、3人での残留決定戦が行われた。結果、丸山は郷田と阿久津に連勝し、第49期以来の王将リーグ残留を果たした。
2005年度、NHK杯戦で優勝。渡辺明と戦った決勝戦は序中盤から目まぐるしい展開となり、解説の米長邦雄と聞き手の千葉涼子の話も弾んだ。
2006年度、第19期竜王戦で1組ランキング戦を優勝し、本戦も突破して挑戦者決定戦に進出するが、佐藤康光を相手に2連敗で敗退した。第56期王将戦では王将リーグを4勝2敗で終えてプレーオフに初進出したが、再び佐藤康光を相手に敗退となった。
2007年度は第48期王位戦にて王位リーグ入りをすると、紅組にて3勝2敗の成績で残留した。また、第1回朝日杯将棋オープン戦と第1回大和証券杯の2棋戦で決勝に進出するが、それぞれ行方尚史と郷田真隆を相手に敗退して準優勝に終わった。
2007年5月11日、通算600勝(290敗)を達成（将棋栄誉賞）。
2008年度は第21期竜王戦にて1組ランキング戦を2回目の優勝。第58期王将戦では、王将リーグにて3勝3敗だったがリーグ陥落。第49期王位戦では白組を再び3勝2敗の成績で残留（次期にてリーグ陥落）。しかし、年度全体の成績としては19勝21敗で、初めての負け越しに終わった。
2009年度は早指し棋戦で活躍し、NHK杯と銀河戦でそれぞれベスト4入りを果たした。
2010年度は第23期竜王戦にて1組ランキング戦を3回目の優勝。NHK杯では再びベスト4に入り、銀河戦では決勝に進出した（佐藤康光に敗れ準優勝）。
2011年3月2日、第69期A級順位戦最終局（「将棋界の一番長い日」）で渡辺明竜王に勝ち、渡辺の名人初挑戦を阻むとともに、自身は通算700勝（363敗、勝率0.6585）を達成。第24期竜王戦では1組ランキング戦にて4回目の優勝を果たすと、挑戦者決定三番勝負で久保利明二冠を2-1で下し初の挑戦権を獲得。竜王戦1組優勝者の挑戦は初めてであった。しかし、タイトル戦においては1勝4敗で奪取ならず。
2012年3月2日、第70期A級順位戦最終局で久保利明に勝つも2勝7敗となり、連続14期在籍したA級からB級1組へと降格となる。9月11日、第25期竜王戦挑戦者決定三番勝負で山崎隆之七段を2-1で下し2年連続の挑戦権を獲得するも、1勝4敗で奪取ならず。
2014年11月18日、通算800勝(433敗)を達成（将棋栄誉敢闘賞）。
2016年度、第29期竜王戦の1組ランキング戦にて5回目の優勝を果たすが、挑戦者決定戦において三浦弘行九段に敗れる。しかし、三浦が出場停止となり、繰り上げで竜王戦七番勝負に出場。渡辺明竜王との七番勝負は最終局までもつれ込む。第7局で丸山は果敢に攻めるも惜敗し、竜王獲得は成らなかった。
2017年、当年度よりタイトル戦に昇格した第3期叡王戦では九段戦予選で島朗九段・郷田真隆九段に勝ち本戦進出、本戦でも藤井猛九段・小林裕士七段に勝ち準決勝に進出、ここで高見泰地五段に勝てば初代叡王の座を賭けた七番勝負に出場できる所だったが敗北し、ベスト4に留まった。
順位戦では、第76期B級1組の降級枠は最下位の1名のみであったが、最終局を前に最下位（B級2組降級）が確定した。名人在位経験者がB級2組に降級するのは、加藤一二三以来史上2人目。
2020年1月22日、第78期B級2組順位戦9回戦において中川大輔八段に勝利。8連勝でB級1組への復帰を果たした。(最終成績は9勝1敗)
同年には第33期竜王戦で挑戦者決定3番勝負に進出したが、羽生善治九段に1勝2敗で敗れ50代でのタイトル戦登場はならなかった。
2021年2月4日、第79期順位戦12回戦で深浦康市九段に敗れ、4勝8敗で一期でのB級2組降級となった。名人在位経験者がB級2組に2度降級するのは史上初。
2022年3月1日、第80期順位戦10回戦で昇級を争っていた鈴木大介九段が中村太地七段に敗れたため、再び一期でB級1組への復帰を果たした(最終成績は8勝2敗)。
2023年1月12日、第79期順位戦11回戦で屋敷伸之九段に敗れ、再び一期でのB級2組降級となった（最終成績は4勝8敗）。名人在位経験者がB級2組に3度降級するのは史上初。
同2023年12月8日、通算1000勝(600敗)を達成（特別将棋栄誉賞）。第9期叡王戦段位別予選・九段戦決勝（対深浦康市戦）での勝利によるもので、2017年達成の佐藤康光以来、史上10人目の通算1000勝達成となる。
同2023年12月23日、第31期銀河戦決勝が囲碁将棋プラスで配信され、藤井聡太銀河(八冠)に勝利し銀河戦初優勝。銀河戦優勝の最年長記録(53歳1か月＝対局日基準)を更新。1993年度にNHK杯テレビ将棋トーナメントで優勝した加藤一二三以来となる50歳代の棋士による全棋士参加一般棋戦優勝を達成した。これらの好成績により、同年度の将棋大賞で敢闘賞を受賞した。
2024年12月4日、第2回達人戦決勝で行方尚史九段に勝ち、達人戦初優勝を果たした。また同月第32期銀河戦でも優勝し2連覇を果たした。決勝は2年連続で藤井聡太七冠との顔合せであり、藤井を2年連続で破った。これにより自身が前年に打ち立てた銀河戦優勝の最年長記録を更新した(54歳0ヶ月＝対局日基準)。

## 棋風
居飛車党。序中盤でリードして逃げ切る戦い方、接近戦を得意とする。優勢になってからも勝ちを急がず、相手の手を殺す方針を貫く手堅い棋風は、「激辛流」あるいは「友達を無くす戦い方」と言われる。
角換わりや横歩取りを得意としている。1997年度のNHK杯テレビ将棋トーナメントにおける兄弟子・米長邦雄との対局では、後手番の米長が丸山の角換わりを避け、角換わりのような出だしでありながら角道を止めて角交換を拒否し、丸山に飛車先の歩交換を許す、現代のプロ棋士の目からすれば奇異な作戦を採用した。米長は局後の感想戦で「（丸山に）角換わりを指させたら、谷川・羽生でもかなわないだろうから（角換わりの将棋にしなかった）」と語っている。第24期(2011年度)および第25期(2012年度)竜王戦七番勝負では、先手ならば角換わり、後手ならば一手損角換わりで全局を戦った。
ゴキゲン中飛車戦法に対して早々と角交換する指し方は「丸山ワクチン」と呼ばれる。これは丸山千里が開発した薬剤の名前に因んでいる。
最近、丸山の後手番で、一手損角換わりの途中、3手目に先手から角道を止められた場合は振り飛車を採用することが多くなった。

## 人物・エピソード
- 将棋は「激辛流」でも、普段から愛想が良く、会話のときに笑みを浮かべることから「ニコニコ流」と称される。兄弟子の米長邦雄は、「丸ちゃん」と呼んでいた。一方で、口数が少なく、対局時も殆ど駒音を立てずに指すため「音無し流」とも呼ばれる。
- 寡黙で謎多き男として知られ、棋士仲間との付き合いはほぼ研究会のみで私生活はベールに包まれている。2005年の結婚も突然のことであり、周囲を驚かせた[13]。
- 妻は、2001年度ミス日本フォトジェニックの村川浩子[注 2]。入籍は2005年3月10日、挙式は同年4月2日[14]。
- 名人失冠後に長野県軽井沢町に在住し、対局のたびに新幹線で上京する生活をしていたこともあったが、 現在は都内に転居している。

### 対局関連のエピソード
- 1991年、第32期王位戦挑戦者決定リーグ紅組で、大島映二と対戦した際は、相矢倉の序盤から後手の丸山が玉側から端攻めし、66手目に香車を成り込んだ。手薄になった端からの逆襲を受けるうちに成香が玉に近付いていき、126手目に成香冠を完成させた。
- 2002年、挑戦者・森内俊之を迎えた名人戦の第3局では、126手目に安全勝ちを目指して金で成香を取った手（△7二同金）が大悪手。次の127手目、森内が指した手は、飛車を犠牲にして王手をしながら歩を1枚入手する▲7一竜（10手後までの11手詰め）。丸山は、この一手を見て投了。丸山勝勢の局面であり、攻めの手を指せば明快な勝ちだった。このシリーズは、4連敗のストレートで森内に名人位を奪われることになる。
- 降級の可能性もあった2010年度A級順位戦最終局での対渡辺戦では、極度の暑がりということもあってか対局中に冷却ジェルシート（NHK曰く、熱冷ましのシート）を頭頂部に貼るという一見奇妙な行動に出た[12]。翌期のA級順位戦第2局での対羽生戦でも冷却シートを使用したが、これは後頭部に2枚、額にも1枚貼るというものであった。
- 同じタイトル経験者(初代竜王)かつA級在位経験者の島朗には公式戦初対局から2017年8月28日の第3期叡王戦 九段予選での対局に至るまで20勝0敗と完封している。トップ棋士同士でこれだけの大差が生じるのは非常に珍しい。
- 2016年7月下旬・以降、三浦弘行に対して将棋ソフトを使用した不正疑惑（将棋ソフト不正使用疑惑）が発生し、疑惑が掛けられた4局の内2局が対戦者は丸山だったが、その疑惑を否定[15]し「連盟の対応には賛同しかねる」と発表した[16]。この事は騒動の終息に至るまで一貫していた。一致率が根拠とされた点については「コンピューターに支配されるなんてまっぴらごめんだ」と発言した[17]。
- 藤井聡太が2023年10月11日に八冠独占を達成した後の11月1日、銀河戦決勝戦で丸山が藤井に勝ち、「藤井八冠」に初めて勝った棋士となった。

食に関するエピソード
- 朝から深夜まで指す職である棋士にとって昼食休憩、夕食休憩に食べるものは非常に重要であるが、丸山は普段から健啖家として知られ、寡黙で謎多き男が食事注文になると雄弁になる[13]。
- 2001年の谷川浩司との名人戦では、夕食休憩時にステーキを注文し谷川を驚かせた（2日目の夕食時ともなると、ほとんどの対局者は緊張からあまり食事を取らないことが多い）[18]。
- 対局時のバナナといえば永瀬拓矢が有名であるが、かつては丸山が対局時に栄養補給でバナナを食べるという手法を採用していた。
- 2011年の渡辺明との竜王戦では、前日の夕食ふぐちりを気に入り、第4局2日目の朝食にもふぐちりを注文し関係者を驚かせた[19]。このシリーズでは第1局から、二日制対局の二日とも午前10時・午後3時のおやつにパパイア、昼食デザートにマンゴーのローテーション注文。第2局では二日目のおやつにパパイアの3倍盛りという注文、第3局でも午前10時にパパイア、昼食デザートにマンゴー、15時にパパイア、第4局1日目にパパイア、マンゴー、パパイアを採用した後、2日目の朝食ふぐちりにもデザートにパパイア、10時のおやつにも1日目より増量を希望したパパイアを注文、昼食デザートではマンゴーが間に合わずパパイアになるが、15時のおやつではマンゴーとパパイアを同時注文する。なお第4局2日目に対局者渡辺までもケーキを3個も注文している。
- 東京・将棋会館での対局の際は、近隣の飲食店（みろく庵）から出前を取る際に「唐揚げ定食に唐揚げ3個追加」を頼むことが多く、関係者の間ではこの組み合わせが通称「丸山定食」と呼ばれている[20]。しかし本人は2014年を最後に「丸山定食」の注文をやめ、以前も注文していたヒレカツ定食に回帰した。唐揚げをやめた理由は「唐揚げはお肉たっぷりのときと皮と骨が多いときでムラが出る[注 3]」ためで、ヒレカツだとそのムラが少ないからだという[21]。
- とある日の丸山のメニューを係が注文を聞きに来ると、「みろく庵の麻婆豆腐定食とシュウマイ。それに2リットルの天然水」を注文。ボリュームのある定食にシュウマイのオプション付きをペロリとたいらげる。夕食時は別店の「ヒレカツ定食となめこ汁、2リットルの天然水とそば茶を4本、それにカロリーメイト」を注文しているが、丸山はこの昼食と夕食の間に近所の洋食屋でチキンステーキを食べていたという[13]。
- 2016年の竜王戦挑戦者決定三番勝負（相手は三浦弘行）では、第1局の昼食に「冷やし中華と天ざるそば」[22]、第2局では「冷やし中華のチャーシュー3枚増し×2」[23]を注文し、相変わらずの健啖家ぶりを見せた。
- カロリーメイトを愛飲している。対局の際に缶タイプ数本を用意していたり、固形タイプを持ち込むこともある[24]。その因果で、後述のカロリーメイト（ゼリータイプ）のCMに出演した。

## 昇段履歴
- 1985年00月00日 ： 6級 = 奨励会入会（研修会から編入）
- 1986年00月00日 ： 初段
- 1988年11月00日 ： 三段（第5回奨励会三段リーグからリーグ参加）[25]
- 1990年04月01日 ： 四段（第6回奨励会三段リーグ 成績1位） = プロ入り [26]
- 1992年04月01日 ： 五段（順位戦C級1組昇級）
- 1995年04月01日 ： 六段（順位戦B級2組昇級）
- 1997年04月01日 ： 七段（順位戦B級1組昇級）
- 1998年04月01日 ： 八段（順位戦A級昇級）
- 2000年06月28日 ： 九段（名人位獲得）[27][注 4]

## 主な成績

### タイトル
他の棋士との比較は、タイトル獲得記録、将棋のタイトル在位者一覧を参照
| タイトル                                                                     | 獲得年度  | 登場 | 獲得期数 | 連覇  | 永世称号（備考） |
| 竜王                                                                         | －        | 3回  | －       | －    | [ 注 5 ]         |
| 名人                                                                         | 2000-2001 | 3回  | 2期      | 2連覇 |                  |
| 王位                                                                         | －        | 0    | －       | －    |                  |
| 王座                                                                         | －        | 1回  | －       | －    |                  |
| 棋王                                                                         | 2002      | 2回  | 1期      | －    |                  |
| 叡王                                                                         | －        | 0    | －       | －    |                  |
| 王将                                                                         | －        | 0    | －       | －    |                  |
| 棋聖                                                                         | －        | 1回  | －       | －    |                  |
| 登場回数 合計10回、タイトル獲得 合計3期 （第29期竜王戦〈2016年度〉終了まで） |           |      |          |       |                  |

タイトル戦 登場回数
- 竜王：3回（2011年度=第24期 - 2012、2016年度=第29期）
- 名人：3回（2000年度=第58期 - 2002年度）
- 王座：1回（1999年度=第47期）
- 棋王：2回（2002年度=第28期 - 2003年度）
- 棋聖：1回（2003年度=第74期）

登場回数 合計10回

### 一般棋戦優勝
- 全日本プロトーナメント : 1回（1998年度=第17回 ※決勝五番勝負は1999年4月）
- NHK杯 : 1回（2005年度=第55回）
- 銀河戦 : 2回（2023年度=第31期、2024年度=第32期）
- 達人戦立川立飛杯 : 1回（2024年度=第2回）
- 早指し将棋選手権 : 2回（2000年度=第34回 - 2001年度）
- 日本シリーズ : 2回（1999年度=第20回、2001年度）
- 新人王戦 : 2回（1994年度=第25回 - 1995年度）
- 勝ち抜き戦 (5連勝以上) : 4回

- 第14回（6連勝・1992-1993年度）
- 第15回（11連勝・1994年度）
- 第20回（8連勝・1999年度）
- 第21回（6連勝・2001-2002年度）

優勝回数 合計15回

### 将棋大賞
- 第22回（1994年度） 連勝賞・新人賞
- 第23回（1995年度） 最多勝利賞・連勝賞
- 第27回（1999年度） 最多勝利賞・最多対局賞・連勝賞・技能賞
- 第28回（2000年度） 殊勲賞
- 第30回（2002年度） 殊勲賞
- 第39回（2011年度） 名局賞（第24期竜王戦七番勝負第4局、対渡辺明竜王）
- 第46回（2018年度） 升田幸三賞特別賞（一手損角換わりをはじめとした角換わりの研究）
- 第51回（2023年度） 敢闘賞

### 記録（歴代1位のもの）
- 竜王戦ランキング戦1組優勝回数　(5回)
- 竜王戦ランキング戦優勝回数　(8回=1組5回、2組・3組・6組各1回)
- B級1組順位戦12戦全勝（史上初、1997年度＝第56期順位戦）[注 6]
- 銀河戦最年長優勝（54歳0か月、2024年度＝第32期）

### その他表彰
- 2000年05月22日 - 通算0400勝達成 [29]
- 2007年05月11日 - 通算0600勝達成（将棋栄誉賞 = 33人目、600勝290敗 勝率0.674）[30]
- 2014年11月17日 - 勤続25年（第40回「将棋の日」表彰）[31]
- 2014年11月18日 - 通算0800勝達成（将棋栄誉敢闘賞 = 16人目、800勝433敗 勝率0.649）[32]
- 2023年12月08日 - 通算1000勝達成（特別将棋栄誉賞 = 10人目、1000勝600敗 勝率0.625）[4]

### 在籍クラス
| 開始 年度 | (出典)順位戦出典 | (出典)順位戦出典 | (出典)順位戦出典 | (出典)順位戦出典 | (出典)順位戦出典 | (出典)順位戦出典 | (出典)順位戦出典 | (出典)順位戦出典 | (出典)竜王戦出典 | (出典)竜王戦出典                         | (出典)竜王戦出典                         | (出典)竜王戦出典                         | (出典)竜王戦出典                         | (出典)竜王戦出典                         | (出典)竜王戦出典                         | (出典)竜王戦出典                         | (出典)竜王戦出典                         | (出典)竜王戦出典                         |
| 開始 年度 | 期               | 名人             | A級              | B級              | B級              | C級              | C級              | 0                | 期               | 竜王                                     | 1組                                      | 2組                                      | 3組                                      | 4組                                      | 5組                                      | 6組                                      | 決勝 T                                   |                                          |
| 開始 年度 | 期               | 名人             | A級              | 1組              | 2組              | 1組              | 2組              | 0                | 期               | 竜王                                     | 1組                                      | 2組                                      | 3組                                      | 4組                                      | 5組                                      | 6組                                      | 決勝 T                                   |                                          |
| --- | ---------------- | ---------------- | ---------------- | ---------------- | ---------------- | ---------------- | ---------------- | ---------------- | ---------------- | ---------------------------------------- | ---------------------------------------- | ---------------------------------------- | ---------------------------------------- | ---------------------------------------- | ---------------------------------------- | ---------------------------------------- | ---------------------------------------- | ---------------------------------------- |
| 1990 | 49               |                  |                  |                  |                  |                  | C252             | 6-4              | 4                |                                          |                                          |                                          |                                          |                                          |                                          | 6組                                      | 1-1                                      | 5-0 (1位)                                |
| 1991 | 50               |                  |                  |                  |                  |                  | C225             | 9-1              | 5                |                                          |                                          |                                          |                                          |                                          | 5組                                      |                                          | --                                       | 3-1/昇1-0                                |
| 1992 | 51               |                  |                  |                  |                  | C122             |                  | 6-4              | 6                |                                          |                                          |                                          |                                          | 4組                                      |                                          |                                          | --                                       | 0-1/昇5-1                                |
| 1993 | 52               |                  |                  |                  |                  | C111             |                  | 9-1              | 7                |                                          |                                          |                                          |                                          | 4組                                      |                                          |                                          | --                                       | 1-1/昇0-1                                |
| 1994 | 53               |                  |                  |                  |                  | C102             |                  | 9-1              | 8                |                                          |                                          |                                          |                                          | 4組                                      |                                          |                                          | --                                       | 4-1 (2位)                                |
| 1995 | 54               |                  |                  |                  | B219             |                  |                  | 7-3              | 9                |                                          |                                          |                                          | 3組                                      |                                          |                                          |                                          | 0-1                                      | 4-0 (1位)                                |
| 1996 | 55               |                  |                  |                  | B205             |                  |                  | 9-1              | 10               |                                          |                                          | 2組                                      |                                          |                                          |                                          |                                          | --                                       | 2-1/昇0-1                                |
| 1997 | 56               |                  |                  | B112             |                  |                  |                  | 12-0             | 11               |                                          |                                          | 2組                                      |                                          |                                          |                                          |                                          | 1-1                                      | 4-0 (1位)                                |
| 1998 | 57               |                  | A 09             |                  |                  |                  |                  | 6-2              | 12               |                                          | 1組                                      |                                          |                                          |                                          |                                          |                                          | 3-2                                      | 1-1/出3-0                                |
| 1999 | 58               |                  | A03              |                  |                  |                  |                  | 8-1              | 13               |                                          | 1組                                      |                                          |                                          |                                          |                                          |                                          | --                                       | 1-1/出0-1                                |
| 2000 | 59               | 名人             |                  |                  |                  |                  |                  | --               | 14               |                                          | 1組                                      |                                          |                                          |                                          |                                          |                                          | --                                       | 1-1/出0-1                                |
| 2001 | 60               | 名人             |                  |                  |                  |                  |                  | --               | 15               |                                          | 1組                                      |                                          |                                          |                                          |                                          |                                          | --                                       | 1-1/出0-1                                |
| 2002 | 61               |                  | A 01             |                  |                  |                  |                  | 4-5              | 16               |                                          | 1組                                      |                                          |                                          |                                          |                                          |                                          | --                                       | 1-1/出0-1                                |
| 2003 | 62               |                  | A 05             |                  |                  |                  |                  | 5-4              | 17               |                                          | 1組                                      |                                          |                                          |                                          |                                          |                                          | --                                       | 0-1/出3-1                                |
| 2004 | 63               |                  | A 04             |                  |                  |                  |                  | 4-5              | 18               |                                          | 1組                                      |                                          |                                          |                                          |                                          |                                          | --                                       | 1-1/出1-1                                |
| 2005 | 64               |                  | A 06             |                  |                  |                  |                  | 4-5              | 19               |                                          | 1組                                      |                                          |                                          |                                          |                                          |                                          | 1-2                                      | 4-0 (1位)                                |
| 2006 | 65               |                  | A 05             |                  |                  |                  |                  | 4-5              | 20               |                                          | 1組                                      |                                          |                                          |                                          |                                          |                                          | --                                       | 1-1/出1-1                                |
| 2007 | 66               |                  | A 05             |                  |                  |                  |                  | 6-3              | 21               |                                          | 1組                                      |                                          |                                          |                                          |                                          |                                          | 0-1                                      | 4-0 (1位)                                |
| 2008 | 67               |                  | A 04             |                  |                  |                  |                  | 5-4              | 22               |                                          | 1組                                      |                                          |                                          |                                          |                                          |                                          | --                                       | 1-1/出1-1                                |
| 2009 | 68               |                  | A 04             |                  |                  |                  |                  | 5-4              | 23               |                                          | 1組                                      |                                          |                                          |                                          |                                          |                                          | 0-1                                      | 4-0 (1位)                                |
| 2010 | 69               |                  | A 04             |                  |                  |                  |                  | 4-5              | 24               |                                          | 1組                                      |                                          |                                          |                                          |                                          |                                          | 3-1                                      | 4-0 (1位)                                |
| 2011 | 70               |                  | A 06             |                  |                  |                  |                  | 2-7              | 25               |                                          | 1組                                      |                                          |                                          |                                          |                                          |                                          | 4-1                                      | 1-1/出2-0                                |
| 2012 | 71               |                  |                  | B101             |                  |                  |                  | 6-6              | 26               |                                          | 1組                                      |                                          |                                          |                                          |                                          |                                          | --                                       | 1-1/出1-1                                |
| 2013 | 72               |                  |                  | B105             |                  |                  |                  | 8-4              | 27               |                                          | 1組                                      |                                          |                                          |                                          |                                          |                                          | --                                       | 1-1/出0-1                                |
| 2014 | 73               |                  |                  | B105             |                  |                  |                  | 4-8              | 28               |                                          | 1組                                      |                                          |                                          |                                          |                                          |                                          | --                                       | 0-1/出1-1                                |
| 2015 | 74               |                  |                  | B111             |                  |                  |                  | 7-5              | 29               |                                          | 1組                                      |                                          |                                          |                                          |                                          |                                          | 2-2                                      | 4-0 (1位)                                |
| |                  |                  |                  |                  |                  |                  |                  |                  | 29               | 挑決敗退後に、当初の挑戦者欠場で挑戦者へ | 挑決敗退後に、当初の挑戦者欠場で挑戦者へ | 挑決敗退後に、当初の挑戦者欠場で挑戦者へ | 挑決敗退後に、当初の挑戦者欠場で挑戦者へ | 挑決敗退後に、当初の挑戦者欠場で挑戦者へ | 挑決敗退後に、当初の挑戦者欠場で挑戦者へ | 挑決敗退後に、当初の挑戦者欠場で挑戦者へ | 挑決敗退後に、当初の挑戦者欠場で挑戦者へ | 挑決敗退後に、当初の挑戦者欠場で挑戦者へ |
| 2016 | 75               |                  |                  | B107             |                  |                  |                  | 4-8              | 30               |                                          | 1組                                      |                                          |                                          |                                          |                                          |                                          | 0-1                                      | 2-1/出1-0                                |
| 2017 | 76               |                  |                  | B109             |                  |                  |                  | 2-8              | 31               |                                          | 1組                                      |                                          |                                          |                                          |                                          |                                          | --                                       | 1-1/出1-1                                |
| 2018 | 77               |                  |                  |                  | B201             |                  |                  | 6-4              | 32               |                                          | 1組                                      |                                          |                                          |                                          |                                          |                                          | --                                       | 0-1/出0-1                                |
| 2019 | 78               |                  |                  |                  | B209             |                  |                  | 9-1              | 33               |                                          |                                          | 2組                                      |                                          |                                          |                                          |                                          | 4-2                                      | 3-1 (2位)                                |
| 2020 | 79               |                  |                  | B112             |                  |                  |                  | 4-8              | 34               |                                          | 1組                                      |                                          |                                          |                                          |                                          |                                          | --                                       | 1-1/出0-1                                |
| 2021 | 80               |                  |                  |                  | B202             |                  |                  | 8-2              | 35               |                                          | 1組                                      |                                          |                                          |                                          |                                          |                                          | 0-1                                      | 2-1/出1-0                                |
| 2022 | 81               |                  |                  | B113             |                  |                  |                  | 4-8              | 36               |                                          | 1組                                      |                                          |                                          |                                          |                                          |                                          | 0-1                                      | 1-1/出2-0                                |
| 2023 | 82               |                  |                  |                  | B202             |                  |                  | 4-6              | 37               |                                          | 1組                                      |                                          |                                          |                                          |                                          |                                          | --                                       | 0-1/出2-1                                |
| 2024 | 83               |                  |                  |                  | B218             |                  |                  | 6-4              | 38               |                                          | 1組                                      |                                          |                                          |                                          |                                          |                                          | --                                       | 0-1/出0-1                                |
| 2025 | 84               |                  |                  |                  | B207             |                  |                  | -                | 39               |                                          |                                          | 2組                                      |                                          |                                          |                                          |                                          | --                                       | -                                        |
| 順位戦、竜王戦の 枠表記 は挑戦者。右欄の数字は勝-敗(番勝負/PO含まず)。 順位戦の右数字はクラス内順位 ( x当期降級点 / *累積降級点 / +降級点消去 ) 順位戦の「F編」はフリークラス編入 /「F宣」は宣言によるフリークラス転出。 竜王戦の 太字 はランキング戦優勝、竜王戦の 組(添字) は棋士以外の枠での出場。 |                  |                  |                  |                  |                  |                  |                  |                  |                  |                                          |                                          |                                          |                                          |                                          |                                          |                                          |                                          |                                          |

### 年度別成績
| 1990年度         | 50     | 36   | 14   | 0.7200 | [ 35 ] |          |          |          |          |          |
| 年度             | 対局数 | 勝数 | 負数 | 勝率   | (出典) |          |          |          |          |          |
| 1991年度         | 60     | 45   | 15   | 0.7500 | [ 36 ] |          |          |          |          |          |
| 1992年度         | 52     | 35   | 17   | 0.6730 | [ 37 ] |          |          |          |          |          |
| 1993年度         | 45     | 30   | 15   | 0.6670 | [ 38 ] |          |          |          |          |          |
| 1994年度         | 64     | 51   | 13   | 0.7970 | [ 39 ] |          |          |          |          |          |
| 1995年度         | 64     | 46   | 18   | 0.7190 | [ 40 ] |          |          |          |          |          |
| 1996年度         | 58     | 41   | 17   | 0.7070 | [ 41 ] |          |          |          |          |          |
| 1997年度         | 46     | 31   | 15   | 0.6740 | [ 42 ] |          |          |          |          |          |
| 1998年度         | 44     | 31   | 13   | 0.7050 | [ 43 ] |          |          |          |          |          |
| 1999年度         | 68     | 50   | 18   | 0.7350 | [ 44 ] |          |          |          |          |          |
| 2000年度         | 46     | 26   | 20   | 0.5652 | [ 45 ] |          |          |          |          |          |
| 1991-2000 (小計) | 547    | 386  | 161  |        |        |          |          |          |          |          |
| (累計)           | 597    | 422  | 175  |        |        |          |          |          |          |          |
| 年度             | 対局数 | 勝数 | 負数 | 勝率   | (出典) |          |          |          |          |          |
| 2001年度         | 45     | 32   | 13   | 0.7111 | [ 46 ] |          |          |          |          |          |
| 2002年度         | 61     | 36   | 25   | 0.5901 | [ 47 ] |          |          |          |          |          |
| 2003年度         | 48     | 26   | 22   | 0.5416 | [ 48 ] |          |          |          |          |          |
| 2004年度         | 41     | 22   | 19   | 0.5365 | [ 49 ] |          |          |          |          |          |
| 2005年度         | 45     | 30   | 15   | 0.6666 | [ 50 ] |          |          |          |          |          |
| 2006年度         | 48     | 30   | 18   | 0.6250 | [ 51 ] |          |          |          |          |          |
| 2007年度         | 48     | 28   | 20   | 0.5833 | [ 52 ] |          |          |          |          |          |
| 2008年度         | 40     | 19   | 21   | 0.4750 | [ 53 ] |          |          |          |          |          |
| 2009年度         | 45     | 26   | 19   | 0.5777 | [ 54 ] |          |          |          |          |          |
| 2010年度         | 47     | 31   | 16   | 0.6595 | [ 55 ] |          |          |          |          |          |
| 2001-2010 (小計) | 468    | 280  | 188  |        |        |          |          |          |          |          |
| (累計)           | 1065   | 702  | 363  |        |        |          |          |          |          |          |
| 年度             | 対局数 | 勝数 | 負数 | 勝率   | (出典) |          |          |          |          |          |
| 2011年度         | 45     | 22   | 23   | 0.4888 | [ 56 ] |          |          |          |          |          |
| 2012年度         | 51     | 28   | 23   | 0.5490 | [ 57 ] |          |          |          |          |          |
| 2013年度         | 45     | 30   | 15   | 0.6666 | [ 58 ] |          |          |          |          |          |
| 2014年度         | 40     | 21   | 19   | 0.5250 | [ 59 ] |          |          |          |          |          |
| 2015年度         | 40     | 23   | 17   | 0.5750 | [ 60 ] |          |          |          |          |          |
| 2016年度         | 51     | 26   | 25   | 0.5098 | [ 61 ] |          |          |          |          |          |
| 2017年度         | 40     | 18   | 22   | 0.4500 | [ 62 ] |          |          |          |          |          |
| 2018年度         | 41     | 23   | 18   | 0.5609 | [ 63 ] |          |          |          |          |          |
| 2019年度         | 40     | 28   | 12   | 0.7000 | [ 64 ] |          |          |          |          |          |
| 2020年度         | 40     | 20   | 20   | 0.5000 | [ 65 ] |          |          |          |          |          |
| 2011-2020 (小計) | 433    | 239  | 194  |        |        |          |          |          |          |          |
| (累計)           | 1498   | 941  | 557  |        |        | 通算成績 | 通算成績 | 通算成績 | 通算成績 | 通算成績 |
| 年度             | 対局数 | 勝数 | 負数 | 勝率   | (出典) | 対局数   | 勝数     | 負数     | 勝率     | (出典)   |
| 2021年度         | 41     | 28   | 13   | 0.6829 | [ 66 ] | 1539     | 969      | 570      | 0.6296   | [ 67 ]   |
| 2022年度         | 32     | 11   | 21   | 0.3437 | [ 68 ] | 1571     | 980      | 591      | 0.6238   | [ 69 ]   |
| 2023年度         | 41     | 24   | 17   | 0.5854 | [ 70 ] | 1613     | 1004     | 609      | 0.6224   | [ 71 ]   |
| 2024年度         | 37     | 24   | 13   | 0.6486 | [ 72 ] | 1650     | 1028     | 622      | 0.6230   | [ 73 ]   |
| 2021-2024 (小計) | 151    | 87   | 64   |        |        |          |          |          |          |          |
| 通算             | 1650   | 1028 | 622  | 0.6230 | [ 73 ] |          |          |          |          |          |
| 2024年度まで     |        |      |      |        |        |          |          |          |          |          |

## 表彰
（日本将棋連盟による表彰は「#その他表彰」参照）
- 2000年11月 - 木更津市名誉市民章受章[74]

## 著書
- ライバルを倒す一手（1998年10月、日本将棋連盟、ISBN 4-8197-0345-5）

## 出演
- カロリーメイトゼリーテレビCM（大塚製薬、2018年3月 - ）